# Hesperothamnus
Hesperothamnus là một chi thực vật có hoa trong họ Đậu.